# Tafelbild (Unterricht)
Das Tafelbild oder die Tafelanschrift erfüllt im Unterricht die Funktion der Sicherung der erlangten Erkenntnis. Als Medium hängt seine Verwendung von der gewählten Methodik ab.

## Bedeutung
Die Schreibtafel ist ein traditionell in Lehrinstitutionen genutztes Medium. Das Tafelbild muss die Voraussetzungen der Lerngruppe erfüllen, aber auch die der didaktischen Konstruktion. Ihr Ziel ist es, den Schülern (je nach Kontext auch Studenten etc.) den Inhalt der Stunde so aufzubereiten, dass sie auch lange nach der Stunde die Ergebnisse nachvollziehen können. In der Fachdidaktik gibt es daher eine Reihe von methodischen Abhandlungen zu ihrem Einsatz.

## Aufbau des Tafelbildes
Das Tafelbild muss so aufgebaut sein, dass Schüler es in einer Zeit abschreiben können, die ihrer Altersstufe angemessen ist. Je jünger die Lernenden, umso weniger Umfang sollte es haben. Dabei steht das Tafelbild immer im Spannungsverhältnis zwischen der Formulierung ganzer Sätze (zur Schulung der Schreibfähigkeit) und der Zeitökonomie. Anders als das Blatt der Schüler stehen an der Schultafel in aller Regel Seitentafeln zur Verfügung, an denen je nach Vorliebe des Lehrers Erklärungen, Aufgaben und Hilfen angeschrieben werden können, die nicht von den Schülern ins Heft übernommen werden müssen. Neben einfachen Strukturierungsmöglichkeiten als Liste und Tabelle können auch Symbole genutzt werden wie Pfeile (vor allem für logische Folgerungen und Fazite) oder Blitze (zur Kenntlichmachung von Widersprüchen). Durch Einrahmungen können wichtige Informationen oder Zusammenfassungen ähnlich wie Fettgedrucktes markiert oder hervorgehoben werden, zum Beispiel um auf einen Blick alles Wichtige (Formeln, Grammatikregeln etc.) für Klassenarbeiten zu lernen.

## Anbringungen an der Tafel
Durch magnetische Tafeln können Bilder und Plakate bzw. leichtere Objekte, sogenannte Applikationen, an der Tafel befestigt werden. An anderen Tafeln kann dies durch Klebeband oder Ähnliches passieren. Anders als bei der Befestigung an einer Wand kann dabei das Bild in das Tafelbild eingebunden werden. Zwar können die Schüler nicht zeitnah das Bild in ihr Heft übernehmen, aber es kann als Hilfe im Erkenntnisprozess dienen.